# Mercerisering

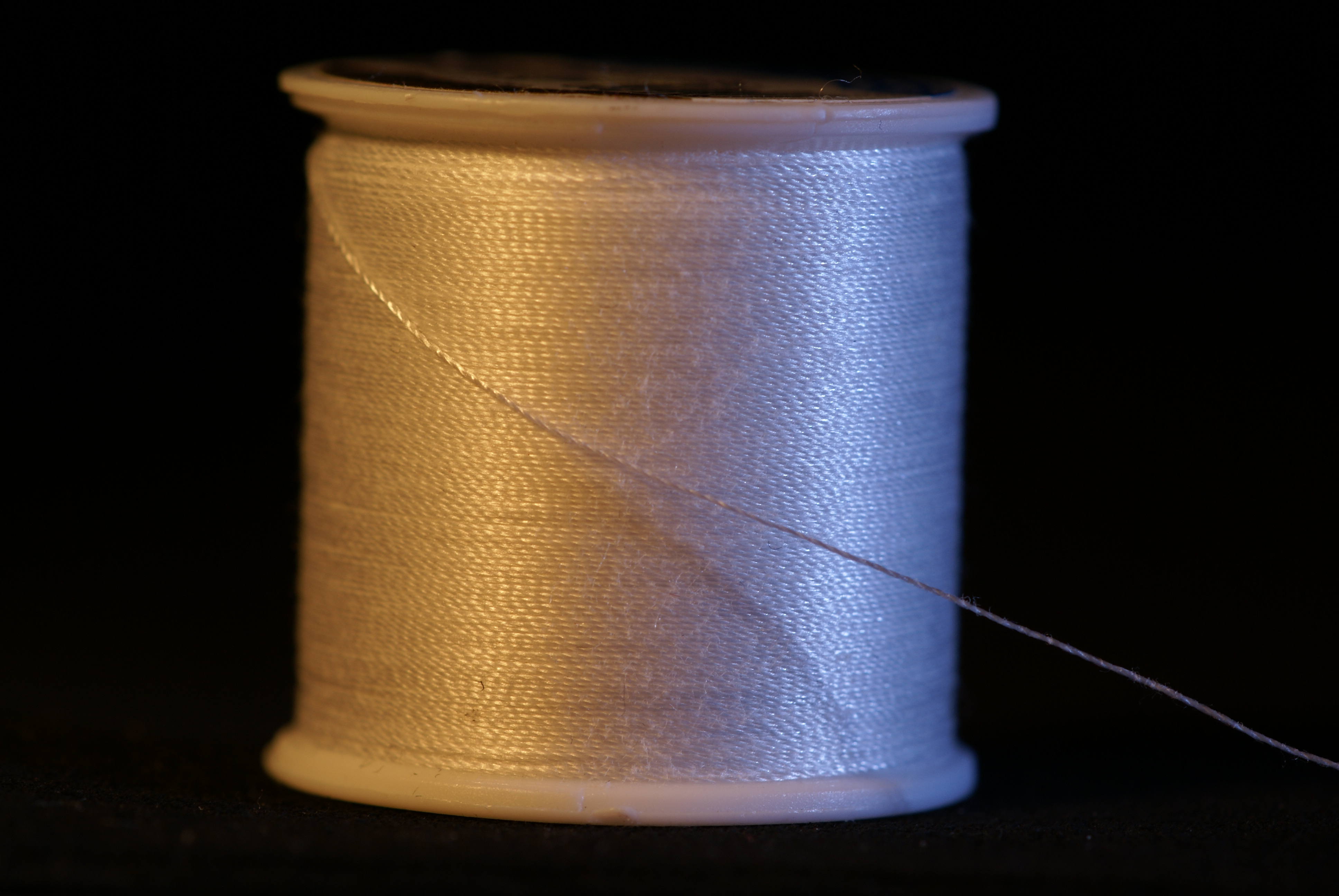
Trådrulle med merceriserad bomullstråd.

Mercerisering görs på bomullsfibrer för att ge fibern ökad glans, styrka och för att förbättra färgupptagningsförmågan. Dessa egenskaper framkommer när fibern sväller permanent. Detta görs vanligtvis med hjälp av natronlut. 
Behandlingen uppfanns av engelsmannen John Mercer år 1844. Bomullen doppas i en 25-procentig lösning av natriumhydroxid i mindre än en minut vid en temperatur som något understiger vanlig rumstemperatur. Särskilda våtmedel tillsätts till luten. Materialet måste under behandlingen hållas sträckt för att inte krympa. 

## Historik
Mercerisering eller mercerisation, är en efter engelsmannen John Mercer (född 1791, död 1866) uppkallad metod att ge silkesglans åt garn och tyg av bomull. Mercer upptäckte 1844, att bomullsfibrer, som behandlades med starka alkalier, svällde på tjockleken, krympte på längden samt blev genomskinliga och glänsande. De nya egenskaperna kvarstod, sedan det alkaliska ämnet fullständigt sköljts bort; fibrerna lät färga sig mycket intensivare än förut; de förlorade inte heller i styrka, utan hållfastheten ökades till och med rätt avsevärt. Sistnämnda förhållande ämnade man dra nytta av för att undslippa garnklistringen, men den betydande längdkrympningen gjorde metoden oekonomisk. Mercer uttog emellertid 1855 patent på sin uppfinning, men verkar inte själv till fullo ha insett vikten av den framkomna silkesglansen såsom en appreteringsprocess, utan fäste sig huvudsakligen vid de förbättrade färgningsmöjligheterna. Det var först när firman Thomas & Prevost i Krefeld 1895 begärde patenträttighet för mercerisering av garn och tyg i sträckt eller utspänt tillstånd, som merceriseringens epokgörande betydelse blev fullt klarlagd genom de omfattande undersökningar, som då gjordes. Om ett tygstycke impregneras med stark natronlut, men samtidigt hålles utsträckt, så att det inte kan dra sig samman, blir genom den starka inre spänningen fibrerna raksträckta, släta och glänsande. När luten redan efter några få minuters inverkan åter sköljs bort, upphör krympkraften; det glänsande tyget kan utan längd- och breddförlust lösgöras och vidare behandlas för sina olika ändamål (blekas, färgas etcetera). För tygmercerisering finnas olika maskinella anordningar; de bästa är kontinuerligt verkande med automatisk överföring mellan de olika etapperna: impregnering, sträckning, sköljning och neutralisering. Sköljvattnet leds på mest ekonomiska sätt, för att de använda kemikalierna må tillvaratas. Till impregneringen begagnas omkring 30 °C natronlut och till neutraliseringen utspädd saltsyra. Då merceriseringen blir mera effektiv vid låg temperatur än vid hög, men lutens inverkan på bomullen ger en höjning av temperaturen, måste impregneringscisternen vara försedd med kylanordning. Garn merceriseras vanligen i härvor, utspända mellan valsar, men försök har även gjorts med att låta de enskilda trådarna från bobiner genomgå natronbadet under spänning och direkt upplindas kring hasplar, som roterar i sköljvatten. Mercerisering kan utföras även med syror, men av flera skäl, huvudsakligast ekonomiska, begagnas hellre alkalier. Krympningsfenomenet kan med fördel begagnas till åstadkommande av åtskilliga krusnings- eller kräppeffekter, varvid vissa delar av tyget genom tryckning med något täckämne undanhålls från merceriseringsbadet eller också att natronlösning i lämplig uppblandning påtryckes tyget i passande mönster. En efterföljande färgning ger även olika färgintensitet åt de tryckta och otryckta partierna.